# Hybomitra longipalpis
Hybomitra longipalpis är en tvåvingeart som först beskrevs av Krober 1923.  Hybomitra longipalpis ingår i släktet Hybomitra och familjen bromsar. Inga underarter finns listade i Catalogue of Life.